# Dia Nacional da Catalunha

O Dia Nacional da Catalunha é um símbolo nacional segundo o artigo 8.1 do Estatuto de Autonomia.

O Dia Nacional da Catalunha (em catalão Diada Nacional de Catalunya ou Diada de l'Onze de Setembre) é uma festa nacional da Catalunha que se comemora anualmente recordando a resistência catalã durante o Cerco de Barcelona, terminado a 11 de setembro de 1714.

## Símbolos Nacionais da Catalunha
Em 2006 o Estatuto de Autonomia promulga como símbolos nacionais da Catalunha a Bandeira da Catalunha, o hino "Os Segadores" e o dia 11 de Setembro como Dia Nacional da Catalunha.
Segundo o artigo 8 do Estatuto:
- A bandeira da Catalunha é a tradicional de quatro barras vermelhas em fundo amarelo e tem de ser presente aos edifícios públicos e nos atos oficiais que tenham lugar na Catalunha.
- A festa da Catalunha é o feriado nacional de Onze de Setembro.
- O hino da Catalunha é "Os Segadores".
- O Parlamento tem de regular as diversas expressões do marco simbólico da Catalunha e tem de fixar a ordem protocolar.
- A proteção jurídica dos símbolos da Catalunha é a que corresponde aos outros símbolos do Estado.